# 穆罕默德·本·拉希德·阿勒马克图姆
穆罕默德·本·拉希德·阿勒马克图姆（阿拉伯语：محمد بن راشد آل مكتوم；1949年7月15日—），阿拉伯联合酋长国副总统兼总理、迪拜谢赫，為前总理拉希德·本·赛义德·阿勒马克图姆第三子、前总理谢赫·马克图姆·本·拉希德·阿勒马克图姆之弟。阿勒马克图姆在其祖父谢赫·赛义德·本·马克图姆·阿勒马克图姆的家中长大。  
他的母亲谢赫·拉蒂法·本·哈姆丹·纳赫扬是前阿布扎比酋长谢赫·哈姆丹·本·扎耶德·阿勒纳赫扬的女儿。
自穆罕默德·本·拉希德·阿勒马克图姆于2006年就任副总统兼总理以来，在阿联酋政府内部开展了重大改革。2007年4月，他启动了阿联酋政府战略。2010年，他发布了迪拜2021规划，旨在于2021年前将阿联酋建设为“世界上最好的国家之一。”
穆罕默德在迪拜许多公司和重要经济资产的成立和快速发展过程中功不可没。许多公司及经济资产由他拥有的两家公司持有，即迪拜世界集团和迪拜控股。他直接促成了一系列龙头企业的成立，其中有阿联酋航空公司，迪拜环球港务集团以及卓美亚酒店集团等。谢赫•穆罕默德监督指导了迪拜众多项目的建设，包括创建技术园区和自由经济区、迪拜互联网城、迪拜媒体城、迪拜国际金融中心、棕榈群岛和阿拉伯塔酒店。他还促成了全球最高建筑哈里發塔的建设。2006 年，《纽约时报》将其评选为年度企业家。 
他热衷于马术，是马克图姆家族拥有的高多芬马场的创始人，也是在六个国家开展业务的纯血马育马公司达利的所有者。2012 年，他参加了国际马协世界耐力锦标赛，骑乘马匹Madji Du Pont疾驰了160公里。他还是一位母语为阿拉伯语的诗人。

## 教育
自四岁起，他就开始跟家庭教师学习阿拉伯语和伊斯兰教。随后于迪拜德伊勒的艾玛迪亚学校接受基础教育。10岁时，就读于阿尔沙卜学校，两年后就读于迪拜中学。1958年9月9日，穆罕默德祖父萨义德酋长去世。穆罕默德的父亲成为迪拜统治者，并着手规划儿子的政治前途。1966年8月，谢赫·穆罕默德同表兄穆罕默德·本·哈里发·阿勒阿克图姆飞赴伦敦，并共同于英国剑桥的贝尔语言学校学习。
其随后前往位于奥尔德肖特的蒙斯预备军官学校（后成为桑德赫斯特皇家军事学院的一部分）就读，并作为英联邦最优秀的学生获得了荣誉之剑。他还曾前往意大利接受飞行员培训。

## 政治生涯
1968年，任迪拜警察局长。1971年12月，任阿拉伯联合酋长国国防部长。1995年1月，被指定为阿拉伯联合酋长国王储。2006年1月5日，任阿联酋副总统兼总理和迪拜酋长。
就任副总统之前，穆罕默德·本·拉希德创立了一些计划和机制，旨在实现优质发展，提高管理水平，深化各种工作和各层面工作的管理和质量理念，如迪拜政府创优工作计划（1997年9月）、迪拜质量计划等。
自2006年任副总统兼总理以来，穆罕默德于阿联酋政府内部开展了多项重大改革。2007年4月，他启动了阿联酋政府战略。2010年，他发布了迪拜2021规划，旨在于2021年前将阿联酋建设为“世界上最好的国家之一 。”迪拜正在计划实施囊括7个方面的国家改革战略，包括可再生能源、交通、教育、健康、科技、水和太空，一切都是为了实现2021年阿联酋的崭新面貌。穆罕默德还发起了“四驹齐行”战略方法，包括30个优先的初步发展，将在未来3年内贯彻落实。穆罕默德说：“阿联酋已经是阿拉伯地区中最富有改革创新面貌的国家，我们也要跻身于世界范围内最富有改革创新面貌的国家行列。阿联酋每年投资140亿迪拉姆用于改革创新，其中70亿迪拉姆用于科研和发展。我们将会显著提高这个目标。”

### 国防部长
1968年1月，当时年轻有为的他亲身见证了谢赫•拉希德和谢赫•扎耶德在迪拜和阿布扎比之间沙漠中的 Argoub El Sedira的首次会面，双方同意在英国通知有意退出特鲁西尔酋长国后成立一个酋长国联盟。1971年12月2日，当阿拉伯联合酋长国这一新国家成立时，他成为了第一任国防部长，且至今仍担任这一职务。
阿拉伯联合酋长国立国后，出现了一段不确定和不稳定的时期，包括部落之间在跨越新边界的财产问题上发生的小冲突。Sharjah.1972年1月24日，流亡的沙迦酋长国第一人前酋长，领导了一场针对酋长哈立德·本·穆罕默德·阿勒卡西米.的叛乱政变。在联盟国防军和沙奎的部队（主要由通过哈伊马角进入阿联酋的埃及雇佣军组成）进行激烈交火后，谢赫·穆罕默德接受了沙奎的投降。谢赫·哈立德在这次行动中被杀，致使其兄弟苏丹·本·穆罕默德·卡西米成为沙迦的酋长。穆罕默德将沙奎交给谢赫·扎耶德，后者将其软禁在艾因。谢赫·穆罕默德参与了与日本赤军成员丸冈修领导的JAL 404航班的劫机者们所进行的旷日持久的谈判，该航班在离开史基浦机场时被劫持，后降落在迪拜。虽然在争取释放人质方面未获成功（人质最终被释放，波音747飞机在利比亚被炸毁），但他在后来与荷航 861航班的三名劫机者的谈判中比较成功，令其释放了其余的人质并交出了飞机以换取安全保障。

### 迪拜王储
1995年1月3日，谢赫·穆罕默德的长兄马克图姆·本·拉希德·阿勒马克图姆签署了两项法令，任命其为迪拜王储。谢赫·穆罕默德在被任命为王储的同时还担任着国防部长的职务，这是他在担任迪拜警察部队司令后，于1971年12 月9日就任的职务。
他于1995年底创办了迪拜购物节，这一年度活动已成为对阿联酋经济的一大贡献。2001年，谢赫·穆罕默德他下令逮捕迪拜海关署长兼世界海关协会主席奥贝德·沙奎·本·布西特，这表明他对政府中的腐败采取了零容忍政策。
布西特和两名助手以及其他三名雇员曾因腐败受到为期两年的调查。这些备受关注的逮捕行动引起了广泛的震惊，随后，在当月晚些时候，又有大量的公职人员被逮捕；总计有包括 6 名高级官员在内的 14 名官员被逮捕并被指控犯有与腐败有关的罪行。不同寻常的是，这些官员被公开“点名批评”。2008年，调查人员发现了国有迪拜房地产公司存在的腐败行为。调查小组被谢赫·穆罕默德授予“前所未闻的审查权”，并导致至少四人被捕。该公司首席执行官因滥用职权赚取2000万迪拉姆而被认定有罪，并被判处10年监禁
阿勒马克图姆历来都会突击检查部长级办公室，检查工作情况。2016年，阿勒马克图姆发现迪拜土地部门办公室空无一人，于是其令离岗的执行董事们下台，这些董事都曾受雇于迪拜市政府。

### 迪拜酋长、副总统兼总理
经过大约十年的事实统治，他于2006年1月4日在马克图姆·本·拉希德·阿勒马克图姆去世后成为迪拜酋长。次日，联邦国民议会选举其为阿联酋的新任副总统。2月11日，议会批准了哈利法·本·扎耶德·阿勒纳赫扬总统对谢赫·穆罕默德担任总理的提名。
2007年4月，谢赫·穆罕默德宣布对联邦政府和地方政府两级的治理进行战略审查。阿联酋联邦政府战略是一项战略改革进程，旨在解决政府缺乏协调和战略规划，以及立法和监管框架中存在的政策制定问题和不足，致力于改善社会、经济和公共部门的发展，司法和安全以及基础设施和农村发展。此后，于2010年2月宣布了《2021愿景》，这一长期战略和国家议程。
2000年4月，阿勒马克图姆宣布迪拜将实现数字化；六个月后，阿联酋在卓美亚海滩酒店推出了迪拜电子政务门户网站Dubai.ae。 2011年，阿勒马克图姆宣布阿联酋政府将转数字化转型，並于2011年推出了一个支付平台。
通常情况下，阿拉伯联合酋长国的外国居民或“外籍人士”持有可续签的签证，其有效期为2年或3年，并与其就业挂钩。
2018年，谢赫·穆罕默德宣布为受欢迎的专业人士、学者和长期投资者发放 5 年和 10 年签证。
2019年5月，谢赫·穆罕默德宣布在阿拉伯联合酋长国推出“金卡”或永久居留签证。
根据额外标准，投资者和医疗保健、工程、科学和艺术领域的专业人士将有资格获得永久居留签证。
永久居留签证计划有望引来外国投资、鼓励创业精神并并吸引工程师、科学家和具有特殊才能的学生。
6800 位总投资超过 1000 亿迪拉姆的投资者成为了首批“金卡”获得者。
阿勒马克图姆于 2015 年成立了性别平权委员会，称其“很高兴参与”有关赋予阿联酋女性权力的讨论。
该委员会的目标是改善在该国领导岗位上的性别平等状况，包括在联邦国民议会，并推动阿联酋成为性别平权的基准。
2021 年 1 月，阿勒马克图姆宣布，投资者和“有才华的”外国人可获得阿联酋公民身份。同年3月，阿勒马克图姆宣布了远程工作签证，一种新的自雇签证，允许非阿联酋国民人士在阿联酋本土之外生活和工作，甚至可以在总部设在国外的公司工作。
他还宣布针对所有国籍人士实施5年多次入境旅游签证，每次有效期为90天，并表示这将“促进”阿联酋的经济。

### 迪拜政府卓越项目
1997年，阿勒马克图姆启动了迪拜政府卓越项目并推出了迪拜政府绩效奖，为政府部门制定了国际质量标准。该项目为针对阿联酋政府部门的强制性项目。

### 迪拜 2040
2021 年 3 月 13 日，阿勒马克图宣布推出《迪拜 2040 城市总体规划》这一城市重建计划，旨在为城市的住宅和经济发展奠定基础， 增加公共海滩面积，并将迪拜大部分地区转变为自然保护区，预计届时该市人口将增至 580 万。 该计划是迪拜历史上第 7 个此类计划，旨在增加公共交通的使用，提高投资者对迪拜的兴趣，重点关注包括历史悠久的德拉和柏迪拜在内的五个城市中心，以及三个新城市中心。

### 迪拜女性机构
阿勒马克图姆颁布了 2006 第 (24) 号法令，成立了迪拜女性发展机构，2009 第(36)号法令将其更名为迪拜女性机构,该机构致力于推动女性在阿联酋发挥领导作用，打击工作场所的性别平等问题，并发展阿联酋女性的专业技能。
2015 年，阿勒马克图姆发布了 2015 第 (6) 号法令，为该机构组建了一个董事会。由他的长女谢赫•马纳尔•宾特•穆罕默德领导。

### 2071 年阿联酋百年庆典
2017 年 3 月，阿勒马克图姆宣布了一项名为“阿联酋百年 2071 项目”的五十年政府战略，该项目将寻求在迎来建国 100 年之际使“阿联酋在 2071 年成为全球最好的国家”。
该项目的重点是教育、经济、政府发展和社会凝聚力。2017 年 10 月，他宣布启动该项目的第一部分——
阿联酋人工智能战略。该项目于 2018 年 11 月启动 ，开始了 7 项相关战略的实施。

### 阿联酋火星任务
阿勒马克图姆于2015年建立了与其同名的穆罕默德·本·拉希德航天中心。
该中心宣布其将向火星发射一个航天器，以研究该星球的大气层；阿勒马克图姆表示，选择该星球是因为其“史诗般的挑战”， 并补充说这将有利于阿联酋的经济。
在2015年的公开投票结束后，阿勒马克图姆宣布将该任务命名为“希望”，并称它将“向数百万阿拉伯青年传递乐观的信息”，并补充说：“阿拉伯文明曾经在促进人类知识进步方面发挥了巨大作用，并将再次发挥作用。希望号探测器于2020年7月发射升空。
2021年2月9日，阿勒马克图姆宣布 航天器成功入轨，并向该中心表示祝贺。
一周后，阿勒马克图姆在推特上分享了“希望”号拍摄的首张照片；这是2020年7月向火星发射的三个任务中第一个抵达火星的任务，其他任务来自美国和中国。
它成为了首个进入太空的阿拉伯任务。
2021年4月，阿勒马克图姆宣布了第二批阿联酋宇航员计划，其中包括首位阿拉伯女性宇航员诺拉•阿勒马特鲁希。

## 商业生涯
穆罕默德在迪拜许多公司及重要经济资产的成立和快速发展过程中功不可没。许多公司及经济资产由他拥有的两家公司持有，即迪拜世界集团和迪拜控股。他直接促成了一系列企业龙头的成立，其中有阿联酋航空公司，迪拜环球港务集团以及卓美亚酒店集团。

### 迪拜世界集团
迪拜世界集团成立于2006年7月2日，整合并加强了许多资产，包括迪拜环球港务集团，房地产开发商纳赫勒集团以及投资公司伊斯提斯马世界。该集团有5000多名雇员，在全世界100多个城市设有分支机构，主要经营房地产项目，物流以及包括美国、英国及南非在内的商业投资。迪拜世界集团负责在全球进行投资，覆盖领域多元化，其中主要的战略投资包括交通物流、船坞海运、城市开发、投资及金融服务。该集团在迪拜快速的经济增长中发挥了重大作用，是迪拜经济增长的主要引擎。

### 迪拜控股
成立于2004年的迪拜控股主由几大集团公司构成，包括卓美亚酒店集团、TECOM投资、迪拜地产集团、阿联酋国际电信、沙特工业发展公司、萨玛迪拜公司以及迪拜国际资本。涵盖医疗、商业园区、房地产、通信、酒店、金融、能源、娱乐、教育等产业。该集团投资子公司包括迪拜世界集团和迪拜国际资本。

### 阿联酋航空
谢赫·穆罕默德推动了阿联酋航空公司的成立，以及迪拜国际机场和迪拜世界中心城国际机场的发展。迪拜中心城国际机场即阿勒马克图姆国际机场，是“世界上首个专门建造的航空城。穆罕默德还推动成立了迪拜政府所有的低成本航空：杜拜航空。

### 迪拜环球港务集团
1991年，谢赫·默罕默德合并阿里山港口、自由贸易区以及拉希德港口，成立迪拜港务局。1999年，他成立迪拜港口国际公司，旨在进行海外收购及合约管理。2005年，该公司并入迪拜港务局并共同组成迪拜环球港务集团的一部分。2006年，公司以69亿美元的高价兼并收购英国铁行港口集团（P&O）全球业务。该收购案引起美国政客以及游说人士担忧迪拜环球港务集团收购P&O集团中6个美国港口的安全问题，并由此引发争议。迪拜环球港务集团随后宣布放弃对美国6个港口业务的接管。
迪拜环球港务集团目前在中国经营着五个码头：香港的亚洲货柜码头有限公司（ACT）、 葵涌3号码头（CT3）、烟台环球码头有限公司（DP World Yantai）、青岛前湾集装箱码头有限公司（Qianwan Container Terminal）和天津东方海陆集装箱码头有限公司（Tianjin Orient Container Terminals）。CT3在2007年亚洲货运及供应链大奖（Asia Freight & Supply Chain Award）的评比中被评为400万TEU（20英尺标准集装箱）以下级别的最佳码头。
作为一家盈利性国际公司，迪拜环球港务集团如今是世界上最大的海洋码头之一。公司拥有超过60个集装箱码头公司，跨越6个大洲，集装箱装卸收入占其总收入的80%。据《海湾时报》报道，迪拜港口世界公司二月发布报告，称2014年该公司集装箱吞吐量达6000万20英尺标准箱 （TEU），较2013年同比增长8.9%

### 卓美亚帆船酒店
卓美亚帆船酒店于1992年12月开业。该酒店由阿特金斯集团（WS Atkins）按照谢赫·默罕默德的要求进行设计：打造成真正意义上的地标建筑，并将其建成世界上最豪华的酒店。酒店建于卓美亚海滩酒店附近的岛屿上，卓美亚海滩酒店是卓美亚集团的首个运营财产，酒店运营公司由谢赫·默罕默德于1997年成立，并由前福特集团公司（Trust House Forte）首席执行官Gerald Lawless牵头。实际上，两座酒店同时开工，但是卓美亚帆船酒店所在岛屿需要建设3年才可以开始地面建造工作。卓美亚集团的国际扩张在其于2004年加入迪拜控股集团后势头更为强劲，现拥有坐落于10个国家的共22家酒店。该酒店是世界上出镜率最高的建筑之一，并一贯被评为全球最豪华的酒店，其特色包括套房内的登记入住与退房服务、每层楼的接待台、全天候的私人管家、劳斯莱斯车队服务和私人海滩。

### 迪拜互联网城及TECOM投资公司
1999年10月29日，谢赫·默罕默德宣布了迪拜互联网城计划，迪拜网络城将用于科技中心以及自由贸易区。由于提供公司长期租约，全部所有权以及使用政府服务的快速通道，阿联酋迪拜投资集团（DIC）增长从2000年10月的第一批租户到现如今雇佣的约15000名员工。2000年11月，迪拜媒体城加入迪拜互联网城，迪拜媒体城是与DIC相关联的新闻媒体的自由出版区。谢赫·默罕默德承诺的媒体自由成为了迪拜媒体城项目的后盾。2007年，谢赫·默罕默德颁布了一项禁令，禁止关押和扣留记者。迪拜网络城提供世界级IT基础设施，包括先进的“城域以太网络”宽带设施、世界最大的商业IP电话网络和各种为商业提供便携的业务。网站设计和电子商务公司eWadi的总经理哈尼·哈巴兹（Hani Khabbaz）说：“自从成立以来，迪拜网络城这个中东地区最大的信息通信技术产业集群已经吸引了包括eWadi在内的众多成功中小型企业，以及微软、思科、佳能、IBM、戴尔、英特尔和中国通信服务等行业巨头。
随后TECOM集团在迪拜建立了许多其他与媒体和科技相关的自由区域，包括国际媒体出版自由区，迪拜硅谷，迪拜工作室城，迪拜保健城，迪拜工业城以及迪拜知识村。
根据美国商业资讯，谢赫·默罕默德殿下期望将迪拜转变成创新驱动型经济。为了响应这一愿景，TECOM投资公司近日公布了一个新的战略，涵盖创新社区、创意空间、技术实验室以及智能建筑的建设，公司也将推出新的企业孵化中心，并启动一项专门用于扶持初创企业的基金及竞赛以鼓励创新。TECOM投资集团首席执行官Amina Al Rustamani博士评论说：“阿联酋政府正努力将迪拜转变成创新驱动型经济，TECOM投资公司在这一过程中充当了忠实合作伙伴的角色。在我们的协助下，企业和创意人士能够高效且卓有成效地运作，我们也在积极参与、培养并鼓励人才和创意产业，力图使其对于阿联酋的经济发挥积极影响。”

### 棕榈群岛

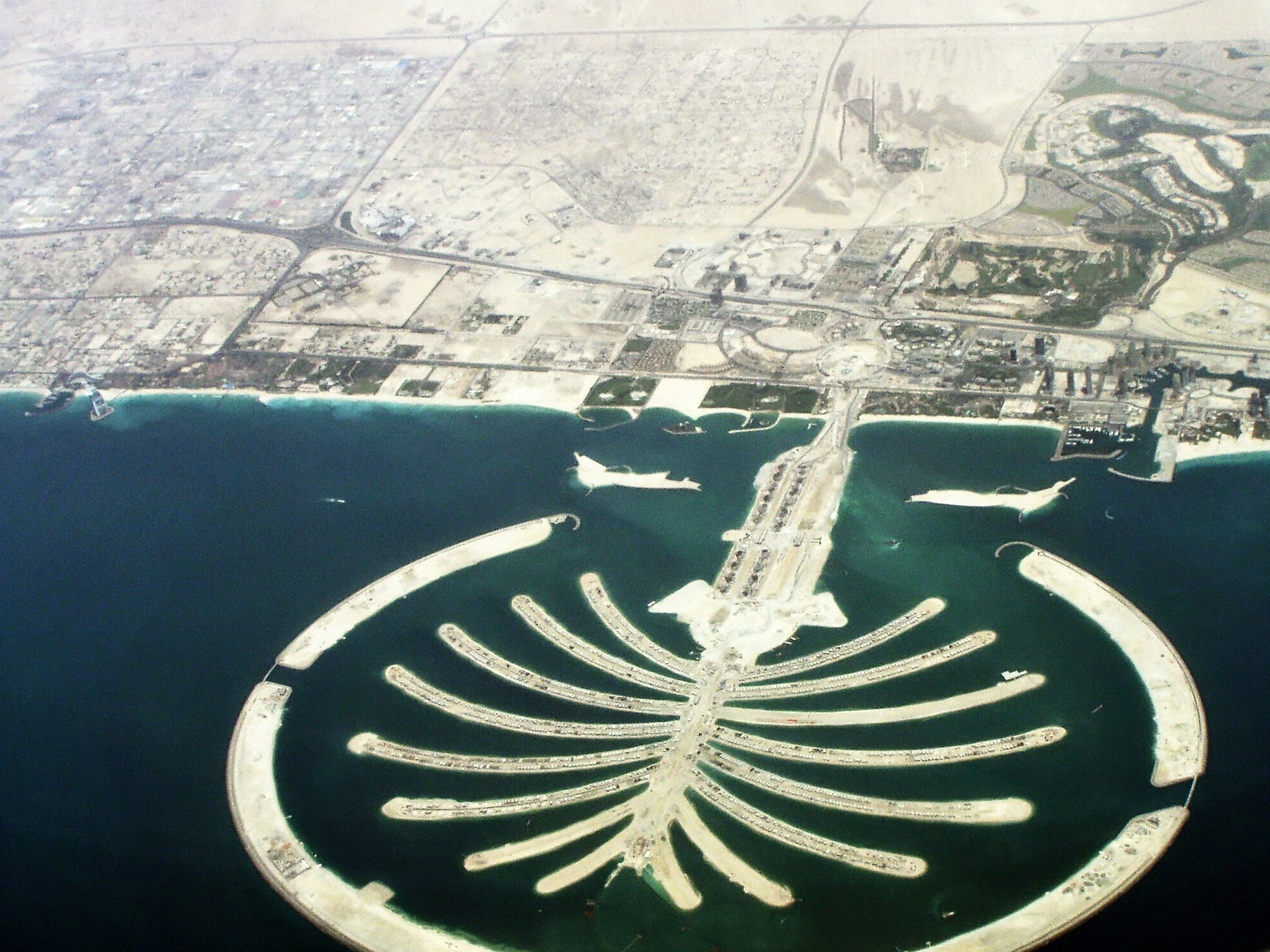
鳥瞰朱美拉棕櫚島

棕榈群岛由纳赫勒集团操刀设计，是投资控股公司迪拜世界集团的一部分。迪拜世界集团大部分股份由谢赫·穆罕默德拥有（同样拥有迪拜环球港务集团）。2009年曾因全球金融危机导致三座计划内的棕榈岛暂缓。第一座岛屿，朱梅拉棕榈岛竣工。第二座岛屿，杰贝阿里棕榈岛已完成填海工程，但无后续进展。第三座也是最大的一座岛屿，德拉棕榈岛项目规模缩减，并作为德拉群岛项目重新启动。整个棕榈岛工程计划耗资140亿美元，完全用沙子和岩石搭建而成。岛屿绵延12平方公里，伸入阿拉伯湾5.5公里。岛上建设有1.2万栋私人住宅和1万多所公寓。此外，配套设施包括一个水下酒店、一处室滑雪场和一个与迪拜城市大小相当的主题公园。

### 哈利法塔

哈利法塔

2010年1月4日，谢赫·穆罕默德宣布哈利法塔项目竣工。哈利法塔是当前世界第一高楼与人工构造物，竣工仪式中用到了10000多组大型烟花。哈利法塔位于总价高达200亿美元的迪拜市中心的正中央，市中心还有用作其他用途的高塔、建筑和零售商店。世界上最大的购物中心，迪拜购物中心，同样也坐落在迪拜市中心。起初项目团队视该项目为一座约80层的高塔，但项目团队与谢赫·穆罕默德沟通后被告知，该塔一定要成为“人类所知的最伟大的建筑物。谢赫·穆罕默德还说该塔是“一项民族成就，一座划时代的里程碑，还是一个关键的经济转折点。它象征着不仅是阿联酋人民的，更是所有阿拉伯人的自豪与骄傲。”

### 近期计划
2012年，迪拜水电局(DEWA)宣布，已经收到大约150份承包商的意向书，欲建造Mohammed bin Rashid Al Maktoum(MbRAM)太阳能公园项目部分一个初期10MW的太阳能光伏发电站。DEWA将管理项目的综合开发，以作为迪拜2030年综合能源战略的一部分。
2014年，阿联酋宣布将建造全球首个全年恒温的商业步行广场“世界购物中心”，为其众多的“世界之最”头衔再添一笔。该项目将作为举办2020年世博会精心设计的旅游示范工程。在宣布项目启动时，迪拜酋长谢赫·穆罕默德说，旅游业是阿联酋支柱产业，“我们的目标之一是将这一商业广场打造成全年无休的旅游胜地，这是我们提出建造夏季恒温环境项目的初衷。
2015年5月25日，阿联酋太空署战略发展计划启动仪式25日在阿布扎比国家展览中心举行，阿联酋副总统兼总理、迪拜酋长谢赫穆罕默德·本·拉希德·阿勒马克图姆出席仪式。他强调，发展新型综合航天产业，将会给阿联酋国家经济、科技、人力资源和国际声誉带来巨大的附加值。打造火星探测器不仅是一项国家工程，同时也是一项让所有阿拉伯人感到自豪的伟大工程。

### 迪拜黄金和商品交易所
阿勒马克图姆于 2005 年推出了迪拜黄金商品交易所 (DGCX)，它是中东地区首家电子商品和衍生品交易所。
该交易所归由迪拜政府所有。 
其交易平台 EOS Trader platform 于 2013 年 3 月推出。 2019 年，该交易所宣布其已交易 2306 万份合约。
截至 2019 年，有超过 4000 家公司在迪拜从事黄金行业，2018 年黄金和贵重珠宝的总销售额达到 7460 万美元。

### 迪拜国际机场
迪拜国际机场于 1959 年由阿勒马克图姆的父亲谢赫•拉希德创建，但在阿勒马克图姆的授意下进行了扩建。
3 号航站楼和 A、B 大厅在当时已经开放， 空客 A380 飞机的专用舱位也已开放。该机场是廉价航空公司迪拜航空公司的大本营。
2013 年，该机场为阿联酋经济贡献了超过 260 亿美元，几乎占其国内生产总值的 27%，并支持了几乎 21% 的阿联酋劳动力（416500 个工作岗位）。
2020 年，阿勒马克图姆庆祝了该机场在 2014 年超过希思罗机场成为全球最繁忙机场的成就。
2018 年 12 月，他见证了该机场第 10 亿名乘客的到来，自 2011 年以来，其中一半的乘客都途经迪拜。

### 阿勒马克图姆国际机场
阿勒马克图姆国际机场被称为迪拜世界中心，该机场于 2010 年 6 月开始运营，并于 2013 年 10 月向乘客开放。
机场占地 54 平方英里，被设计为杰贝勒阿里专门建造的“机场城市”Dubai World Central 的焦点建筑。
谢赫•阿勒马克图姆于 2010 年 7 月为一期工程举行了落成典礼，于 2013 年为机场举行了落成典礼，并于 2014 年签署了设计方案。
该机场被设计为全球最大的机场；第一次扩建计划可容纳 1.2 亿名乘客和 100 架大型空客 A380 双层客机。
在高峰期，机场的载客量预计在 1.6 亿至 2.6 亿人次之间，货物吞吐量预计为 1200 万吨。据报道，扩建计划于 2018 年被推迟。
该项目的总成本预计将超过 800 亿美元。

### 迪拜航空公司
迪拜航空公司是在迪拜成立的首家廉价航空公司。阿勒马克图姆在 2008 年批准了该名称；新闻报道称，迪拜航空公司的业务将独立于阿联酋航空公司。
其首航是在 2009 年 6 月 1 日，目的地是贝鲁特。该航空公司的预算在第二年翻了一番。
迪拜航空公司是阿联酋唯一的 737 Max 运营商。
2019 年，该航空公司举行了成立十周年及 7000 万接待人次的庆典。
与阿联酋航空公司一样，迪拜航空公司也归迪拜国家投资公司所有。

### 迪拜工业城
迪拜工业城 (DIC) 是迪拜批发城的一个指定部分，致力于快速推进阿联酋工业部门的发展。它是在阿勒马克图姆任迪拜王储时根据其命令推出的。
这一耗资 4.36 亿美元的劳工项目于 2006 年开始动工， 并于 2009 年完成了 64 个全新展厅。
2015 年，该部门宣布利润比上一年度增长 59%。 DIC 在 2020 新冠疫情期间利用其储存能力提供了人道主义援助。
2021 年 3 月，阿勒马克图姆启动了“3000 亿行动”，致力于在十年内增加该部门对经济的贡献。

### 援助荷兰的清真寺建设
2000 年，谢赫•穆罕默德捐赠了 400 万欧元用于在荷兰的Essalaam 清真寺建造。
2017 年 6 月，穆罕默德•本•拉希德•阿勒马克图姆全球倡议在“赋予社区权力”领域增加了两项新倡议，即国际容忍研究所和谢赫•穆罕默德•本•拉希德容忍奖。
在该领域，谢赫•穆罕默德•本•拉希德•阿勒马克图姆颁布了关于成立国际容忍研究所的 2017 第 (9) 号法令和关于成立董事会的 2017 第 (23) 号法令以及关于任命国际容忍研究所常务理事的 2017 第 (28) 号法令。
在该领域，2017 第 (9) 号法令包括设立谢赫•穆罕默德•本•拉希德宽容奖，并根据上述法律的规定和章程进行管理。
因此，国际宽容研究所的建立旨在向全社会传达宽容精神，构建和谐社会，加强阿联酋作为宽容典范的立场和地位，
并放弃极端主义和人们之间基于宗教、性别、种族、肤色或语言的一切形式的歧视，此外，还要表彰所有为促进宽容和开放的宗教间对话作出贡献的实体和机构。

## 政治改革

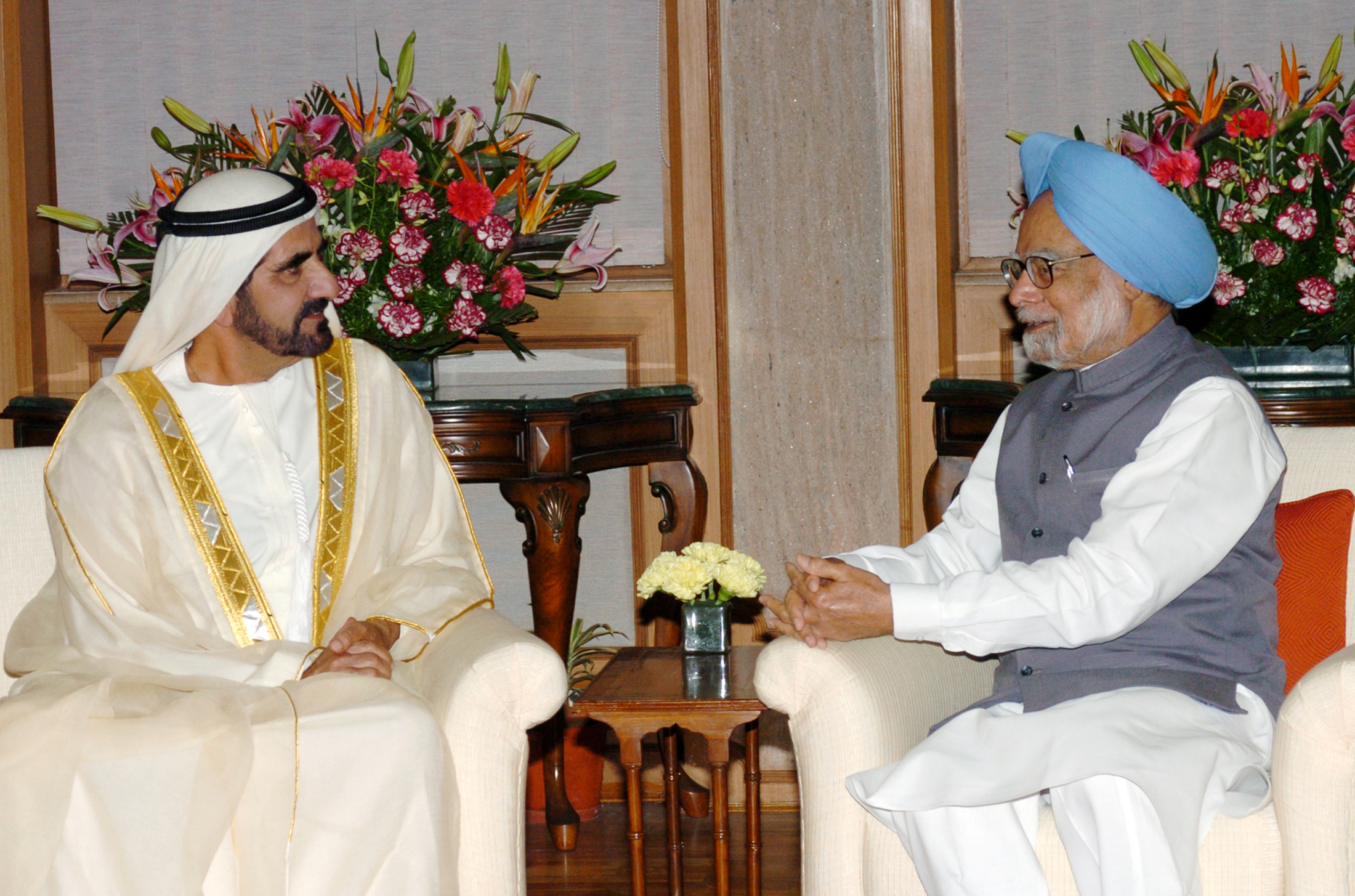
2010年3月11日谢赫·穆罕默德在新德里与印度总理曼莫汉·辛格会面

### 步入政坛
谢赫·穆罕默德见证了迪拜许多具有划时代意义的经济发展项目，包括棕榈群岛、卓美亚帆船酒店以及哈利法塔。
2006年1月4日，谢赫·马克图姆·本·拉希德·阿勒马克图姆去世后，谢赫·穆罕默德·本·拉希德·阿勒马克图姆殿下成为阿联酋统治者。同日，根据阿拉伯联合酋长国阿布扎比和迪拜的权力共享条款，阿拉伯联合酋长国总统谢赫·哈里发·本·扎耶德·阿勒纳哈扬提名谢赫·穆罕默德为阿拉伯联合酋长国总理；迪拜最高委员会批准了该提名。

### 女性权利
谢赫·默罕默德认为女性在社会中扮演着关键角色，在各行各业中都是男性的重要搭档。阿联酋女权运动的成就并不是一蹴而就的。在谢赫·穆罕默德和阿联酋妇女协会的支持下，参加阿联酋呼吁平等活动（迪拜妇女协会）中的9名成员成功进入议会。

### 穆罕默德·本·拉希德政府学院
穆罕默德·本·拉希德政府学院（前身为迪拜政府学院）是一所专注于阿联酋和阿拉伯世界中公共政策的学术和研究机构。学院成立于2005年，旨在通过提高各地区推行有效公共政策的能力，从而提升政府执政管理水平。
为了实现这一目标，穆罕默德·本·拉希德政府学院在研究和培训项目中保持了与地区性以及国际性学术机构之间的良好合作。此外，学院还组织政策论坛以及国际性会议，以便于就阿拉伯世界公共政策方面交换意见并深入探讨。
学院支持的研究和教学项目包括：
- 公共政策和管理的应用研究。
- 提供公共政策和公共管理方向硕士学位。
- 针对高级官员和行政官的行政教育。
- 为学者及政策制定者提供知识论坛[52]。

### 反腐行动
2011年，谢赫·穆罕默德下令逮捕迪拜海关署长兼世界海关协会主席Obaid Saqr bin-Busit。Busit与两名助手，以及其他三名雇员是一项长达两年的反腐败调查对象，随后又在当月内逮捕了数名公共官员；总计包括6名高级官员在内的14名官员被逮捕并以腐败罪名起诉。此外，官员甚至被公示批评。最近，经济下滑暴露出许多与腐败相关的问题，且均牵扯到政府控制的迪拜房地产公司Deyaar。谢赫·穆罕默德授予了调查团队“前所未有的监督权。”公司首席执行官被判有罪，因其利用职务之便非法获利2000万迪拉姆。被判处10年监禁。

## 个人爱好
谢赫·穆罕默德年轻时曾就读于剑桥，那段时间里，他参加了人生第一次赛马。十年后，哈塔（Hatta）成为了谢赫·穆罕默德拥有的第一匹冠军赛马。从那时起，谢赫·穆罕默德的马儿们开始在全球几乎每场主要赛马赛事上大放异彩。1996年，谢赫·穆罕默德酋长成立了世界上最昂贵的赛马赛事迪拜世界杯，以此鼓励其他马主将他们的赛马带到迪拜来赢取数百万美元的巨额奖金。因为在谢赫·穆罕默德的大力赞助下，比赛才会有高额奖金且不追求经济回报，因为奖金都是由财大气粗的迪拜王室承担的。更为阔气的是在比赛中，迪拜方面将承担每位参赛者到达迪拜后的食宿费用。
谢赫•穆罕默德亦是国际纯血马赛事和育马的关键人物。他創立了賽馬機構高多芬，拥有全球最大种马业务达利马场，在美国、爱尔兰、英国和澳大利亚均设有驯养场。
谢赫·穆罕默德及子女都热衷于传统阿拉伯诗歌和艺术，都参与资助发展约旦、埃及、巴勒斯坦和也门等国家的项目。谢赫·穆罕默德还是阿拉伯语诗人。
2006年第15届亚运会上，他的儿子拉希德取得了耐力赛金牌，拉希德、艾哈迈德、马吉德和哈姆丹获得了耐力赛团体金牌。他的侄女拉提法在障碍超越赛中夺得铜牌，女儿马伊萨是阿联酋空手道代表团领队。
谢赫·穆罕默德既是古典阿拉伯语诗人，也是贝都因（口语）Nabati风格诗人。年少时开始写诗，当时用的笔名为“萨勒特”，所以人们并不会将其诗作与届时迪拜酋长之子联系起来。女诗人Fatat Al Arab对谢赫·默罕默德早期诗作评论后，他深受启发。

## 人文关怀

### 谢赫穆罕默德文化理解中心
1998年，谢赫·穆罕默德成立了谢赫穆罕默德文化理解中心（SMCCU）。这是一个非营利性机构，其口号为“打开心门。敞开心扉。”旨在增进阿拉伯人民与城市中的外来移居者之间的相互理解，为国际公司在此地区的起步消除障碍。
SMCCU的总经理纳斯夫·凯德（Nasif Kayed）说道，“SMCCU扮演着双重角色，其作用之一是瓦解屏障，促进人们对我们国家、文化和宗教的了解。另外一点是教育阿联酋人民如何了解外籍人士并与之和睦相处。

### 艺术赞助奖
谢赫·穆罕默德于2009年3月成立了穆罕默德·本·拉希德·阿勒马克图姆艺术赞助奖，以表彰对迪拜艺术发展做出贡献的个人及团体。奖项具体分为四个类别：杰出艺术赞助者（1500万迪拉姆）, 艺术赞助者（200万迪拉姆到500万迪拉姆）, 艺术支持者（50万迪拉姆），以及艺术之友（5万迪拉姆到50万迪拉姆），奖项的设立目的在于提供资金或其他支持，投资视觉和表演艺术，文学以及影视行业，以此来推动迪拜的艺术文化发展。迪拜文化艺术委员会项目活动经理Mishaal Al Gergawi表示：“通过谢赫·穆罕默德·本·拉希德·阿勒马克图姆艺术赞助奖，评选范围推广到国内外的赞助商，迪拜借此获得了一个推动艺术发展的新动力。”

### 学术奖
2014年12月7日，穆罕默德·本·拉希德·阿勒马克图姆基金会投资100万美元成立穆罕默德·本·拉希德·阿勒马克图姆学术奖。首次学术奖同时颁发给科学家及万维网创始人蒂姆·伯纳斯·李先生和维基百科创始人兼共同创始人吉米·威尔士，以此来“肯定他们为全世界知识传播所作的努力和贡献。”这项共享对等的奖项由穆罕默德·本·拉希德基金主席谢赫·艾哈迈德·本·穆罕默德亲自颁发。阿拉伯联合酋长国副总统兼总理兼迪拜最高统治者谢赫·穆罕默德·本·拉希德·阿勒马克图姆出席了颁奖仪式。

### 迪拜设计区
阿勒马克图姆于 2013 年推出了迪拜设计区（也被称为 d3） ，这是迪拜的“创意生态系统”， 旨在发展该市的数字媒体、艺术、时尚和设计市场。
它是一年一度的迪拜设计周的举办地，其设计旨在代表肖尔迪奇高街和米特帕金区。 
该区分三期建设，是《迪拜 2021 计划》 [118]这一该市到 2021 年的发展计划的一部分。

## 慈善工作
谢赫·穆罕默德·本·拉希德·阿勒马克图姆一直以来还以其慈善捐赠闻名。2007年5月19日，他宣布耗资100亿美元成立穆罕默德·本·拉希德·阿勒马克图姆基金，其为中东地区的一家教育基金。谢赫·穆罕默德强调这部分资金是用来缩小阿拉伯地区教育与发达国家教育之间的差距。2003年9月，在他倡导下成立了迪拜国际人道主义之城。该基金的成立被誉为是一项伟大倡议，通过投资100亿美元基金用于多个战略方法用以发展和创立科普基地，培养未来公共和私营部门一代领导人物，提升科研开发水平，发扬和激励科学探索，鼓励年轻学者发明与创新，更新文化理念，维护文化遗产，促进不同文化相互交融，和谐发展。

### 迪拜关怀
迪拜关怀是全球最大的慈善机构，专注于改善贫困儿童的初等教育状况，目前已在超过13个发展中国家和地区开展初等教育计划，涉及小学教育价值链的四大支柱：基础设施、水质卫生、健康与营养以及素质。
2007年9月，他发起「迪拜关怀运动」，以筹集100万资金用以资助贫困国家的教育事业。自成立以来，迪拜关怀就将自身性质定义为一个充分透明的非盈利多边组织，根据全球各地基金会国际最佳做法开展运作，从而确保财务透明度。该慈善机构将自身定位为积极接触国际救援机构的战略协调者，制定初等教育计划并确保产生切实的实际影响。该活动是迪拜对联合国千年发展计划中于2015年前为每个孩子提供初等教育目标做出的重大贡献。公众在2007年活动中捐赠的款项超过了16.5亿迪拉姆（约合4.5亿美元），谢赫·穆罕默德个人还捐赠了高达35亿迪拉姆（约合10亿美元）的款项。捐赠的动机就在于支持各个国家有具体目标和行动的慈善工作。

### 努尔迪拜
2008年9月3日，谢赫·穆罕默德以“努尔迪拜”的名称于斋月发起了一项新的项目，旨在协助世界卫生组织（WHO）以及国际防盲组织（IAPB）完成视觉“2020”中的计划。努尔迪拜基金旨在为发展中国家100万患有可治愈性失明及有视觉损伤的患者提供当地范围、地区范围以及国际范围内的治疗和健康服务。 但是到2011年已经服务并治疗超过580万患者。随后于埃塞俄比亚与卡特中心合作开展了一项长达三年的项目，旨在帮助7900个村庄多达900万遭受细菌感染性疾病沙眼的儿童。

### 阿联酋巴基斯坦援助项目
2011年1月12日，根据哈里发·本·扎耶德·阿勒那哈扬以及阿联酋总统谢赫·穆罕默德·本·拉希德·阿勒马克图姆的指令，阿联酋巴基斯坦援助项目正式启动，旨在通过重建基础设施帮助遭受洪水灾害的巴基斯坦人民，并协助减小洪水带来的损失。阿联酋巴基斯坦援助项目制定了详细的恢复计划，将地形的不利因素以及恶劣的天气状况考虑在内。同时，援助项目专注四个领域：健康、教育、水和基础设施。 项目共计对巴基斯坦提供50亿卢比(约6000万美元)援助，用于重建2座桥梁，52所学校，7所医院以及完善64处供水设施。此外，穆罕默德·本·拉希德·阿勒马克图姆慈善和人道主义基金会(MBRCF)也在与阿联酋武装部队继续合作展开救援行动，以减轻巴基斯坦水灾灾民的痛苦。阿联酋政府数据显示，2011年阿联酋政府对外援助总额达77.4亿迪拉姆(约合21.1亿美元)，其中包括对于利比亚，非洲饥荒难民以及巴基斯坦洪水受灾者的援助。

### 援助巴勒斯坦
2009年以色列入侵巴勒斯坦后，谢赫·穆罕默德对巴勒斯坦进行了数次捐助，其中包括支援加沙地区的600套房屋；同时他还取消了新年庆祝以及迪拜购物节的开幕活动，以此显示与巴勒斯坦人民的团结；此外他还对以色列行动导致的难民进行了捐助。为了展现民众对该事件的积极反应，并且作为阿联酋人民积极踊跃捐助的一部分，他还将自己于2009年1月耐力赛中获胜赢取的奖金捐献给巴勒斯坦人民。
根据阿拉伯联合酋长国国家通讯社报道，阿联酋政府决定向加沙地带的巴勒斯坦民众提供2500万美元的紧急人道主义援助。

### 援助阿富汗
在公开及私下与美国官员沟通美军从阿富汗撤军事宜无果后，谢赫·穆罕默德转而捐助 200万美元为在美军2001/2002年间轰炸行动中的难民提供临时住宿。此举掀起了阿联酋富人及贵族的捐款浪潮。越来越多的人流离失所，加之罢工对阿富汗市民造成的影响，促成坎大哈新建了一个专门安置流离家庭的村庄。次年，约15000名曾在临时居住点安家的难民由阿富汗/巴基斯坦边境遣送回国。
2000年，谢赫·穆罕默德为荷兰鹿特丹萨拉姆清真寺的建造捐赠400万欧元。
据《阿富汗时报》2007年5月13日报道，到访的阿联酋特别代表阿布杜拉(Abdullah)表示，阿联酋政府将向阿富汗提供3050万美援助，用于帮助维修喀布尔街道和新建一所精神病院。阿联酋是阿拉伯国家中仅次于沙特的对阿第二大援助国，主要援助项目有霍斯特省(Khost)大学、查布尔省(Zabul)医院和喀布尔Shaikh Zaid小城镇化建设等。

## 婚姻与家庭
1977年，一位黎巴嫩女子为他生下长女瑪娜爾·賓特·穆罕默德·阿勒馬克圖姆。1979年，与堂妹希德结婚，两人育有五个儿子和七个女儿。另外有数位情况不详的妻妾。他的二房——哈雅·宾特·侯赛因公主，为约旦国王阿卜杜拉二世同父异母的妹妹。哈雅·宾特·侯赛因公主(生于1974年5月3日)是侯赛因国王与情妇扶正的第三任妻子所生的长女。谢赫·穆罕默德与哈雅公主于2004年4月10日结婚，育有两个孩子，女儿阿勒贾利拉(生于2007年)，儿子扎伊德(生于2012年)。
谢赫·穆罕默德官方承认育有23个子女，9个儿子和14个女儿。与希德所生长子拉希德曾被立为王储，2008年被废，2015年9月逝世。希德所生次子哈姆丹为现任迪拜王储。